# Astrocaryum ulei
Astrocaryum ulei är en enhjärtbladig växtart som beskrevs av Karl Ewald Maximilian Burret. Astrocaryum ulei ingår i släktet Astrocaryum och familjen Arecaceae. Inga underarter finns listade i Catalogue of Life.